# Franz Stockinger

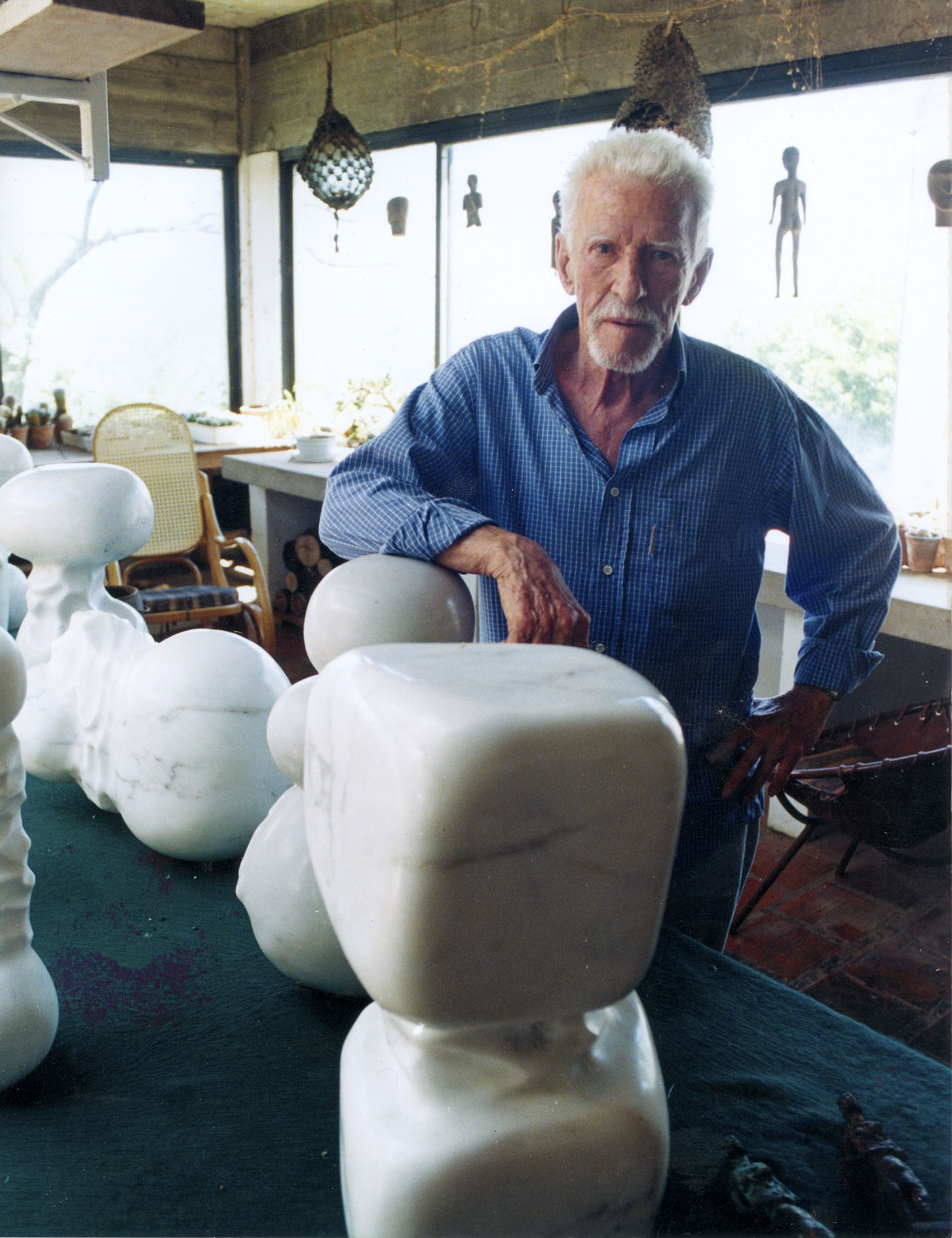
Stockinger in seinem Atelier, Mai 2001

Franz Alexander Stockinger (* 7. August 1919 in Traun, Österreich; † 12. April 2009 in Porto Alegre, Brasilien), in Brasilien auch bekannt als Francisco Alexandre oder Xico Stockinger, war ein austro-brasilianischer Künstler und einer der bekanntesten Bildhauer Brasiliens des 20. Jahrhunderts. Er war auch als Fotograf und Cartoon-Zeichner bekannt.

## Leben
Stockinger wurde 1919 in Traun in Oberösterreich geboren, sein Vater war Österreicher, seine Mutter Engländerin.
Bereits 1921 emigrierte er mit seiner Familie nach Santo Anastácio in Brasilien. Ab 1929 war die Familie in São Paulo ansässig. Dort besuchte Stockinger einen Zeichenkurs bei Anita Malfatti am Mackenzie College. 1937 übersiedelte er nach Rio de Janeiro.
Stockinger wollte Pilot werden, ab 1939 arbeitete er bei der brasilianischen Fluglinie Navegação Aérea Brasileira (NAB) als Meteorologe. Wegen seiner österreichischen Staatsbürgerschaft konnte er im Zweiten Weltkrieg jedoch keinen Pilotenschein machen.
So wandte er sich nach dem Krieg der Kunst zu und studierte ab 1946 am Liceu de Artes e Ofícios in Rio de Janeiro. Während seiner Studienzeit arbeitete er im Atelier des Bildhauers Bruno Giorgi. Er hatte Kontakt zu Oswaldo Goeldi und wohnte mit Marcelo Grassmann, Milton Dacosta und Maria Leontina zusammen. In dieser Zeit lernte er Yedda, seine zukünftige Frau kennen, eine Kunststudentin und spätere Professorin der Museologie. Er fertigte Karikaturen für Zeitungen an. 
1954 ging er nach Porto Alegre, um dort als Layoutkünstler für die Zeitung A Hora zu arbeiten. Zu dieser Zeit begann er an Holzschnitten zu arbeiten.
1956 bekam er die brasilianische Staatsbürgerschaft.
1961 begründete er das Atelier Livre da Prefeitura de Porto Alegre und wurde dessen erster Leiter.
1957 und 1978 war er Vorsitzender der Associação Rio-Grandense de Artes Plásticas Francisco Lisboa (Vereinigung für Bildende Kunst Francisco Lisboa in Rio Grande do Sul).
Stockinger war Museumsdirektor im Margs (Museu de Arte do Rio Grande do Sul Ado Malagoli - Margs, dem nach Ado Malagoli benannten Kunstmuseum des Bundesstaates Rio Grande do Sul) als auch 1967 Leiter der Sektion Kunst in der Kulturabteilung des Ministeriums für Bildung und Kultur (Ministério da Educação e Cultura) im Bundesstaat. 
Franz Stockinger ist auch als Sammler seltener Kakteenarten bekannt.

## Ausstellungen
Beginnend mit 1948 stellte Stockinger in Gruppenausstellungen und ab 1959 auch in Einzelausstellungen seine Werke aus. Seine erste Einzelausstellung 1959 in Salvador trug den Titel xilogravuras und widmete sich seinen Holzschnitten. 1976 folgte die erste internationale Ausstellung in einer Galerie in Rom, 1994 eine Ausstellung unter dem Titel bronzes in Quito, Cuenca, Bogotá und Caracas und 1996 die Ausstellung Ritos de Passagem: nus femininos in Buenos Aires. Bis 2003 folgten viele weitere Ausstellungen, oft mehrere in einem Jahr.

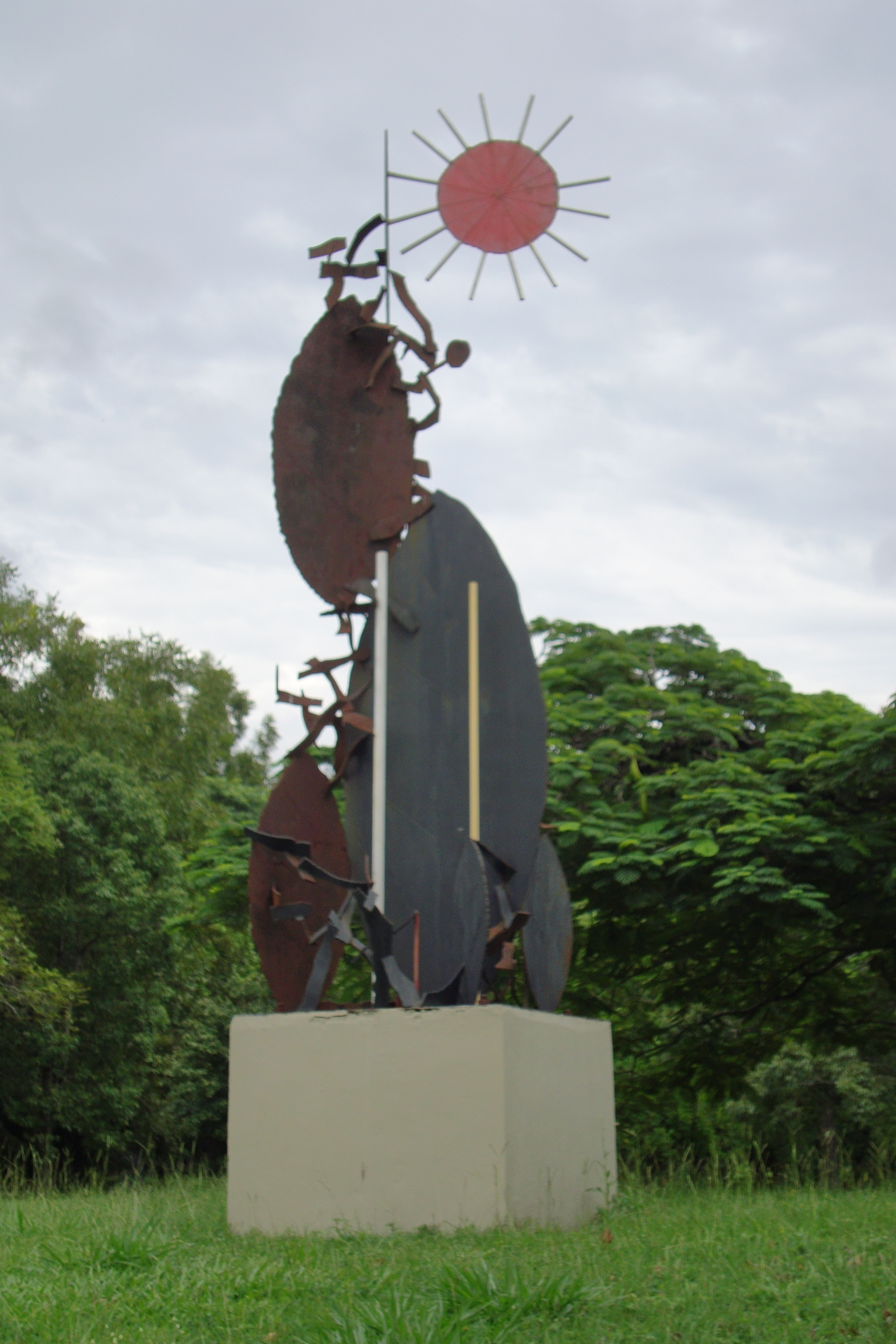
Flor (dt. Blume) 1997 im Jardim das Esculturas Porto Alegre

Werke Stockingers sind auch im öffentlichen Raum ausgestellt, z. B. im Skulpturenpark in Porto Alegre.

## Würdigung
Zu Beginn seiner künstlerischen Laufbahn schuf Stockinger Karikaturen und Holzschnitte. Seine ersten Metallarbeiten waren expressionistisch mit einer Tendenz zu archaischen Themen. Für seine vornehmlich abstrakten Figuren verwendete er eine breite Palette an unterschiedlichen Materialien und bevorzugte grobe Oberflächen. Bestimmte verdrehte Formen versuchten Spannung und Schmerz auszudrücken. Ab den 1970ern veränderte Stockinger seine Arbeitsweisen, er bevorzugte hinfort Marmor, Granit und anderen Stein für seine Skulpturen und ließ sich von den Verformungen des Materials in seinem künstlerischen Ausdruck leiten.

## Film
Frederico Mendina drehte den Dokumentarfilm Xico Stockinger über den Künstler. Der Film wurde 2006 begonnen und begleitete Stockinger durch seine letzten Lebensjahre. Er wurde 2012 fertiggestellt.

## Auszeichnungen
- 1994 Ehrenbürger von Porto Alegre
- 1997 Preis des brasilianischen Kulturministeriums für Bildende Kunst
- die Kakteenart Parodia stockingeri ist nach Stockinger benannt

## Quelle
- Francisco Stockinger. In: Itaú Cultural Encyclopedia of Brazilian Art and Culture. Abgerufen am 26. November 2015 (englisch, Biographie).